# Anomalohalacarus tenuis
Anomalohalacarus tenuis är en kvalsterart. Anomalohalacarus tenuis ingår i släktet Anomalohalacarus och familjen Halacaridae. Inga underarter finns listade i Catalogue of Life.